# 潘淑
潘 淑（はん しゅく）は、三国時代の呉の大帝孫権の皇后。揚州会稽郡句章県（現在の浙江省寧波市江北区）の出身。父母の名は不明。呉の第2代皇帝である孫亮の母。
『百美新詠図伝』によると、中国歴朝で最も名高い美人百人に選ばれている。後世において、民間で神格化されて石榴の花の神として祀られる。

## 生涯
下級役人の次女として生まれた。のち、父が法を犯して処刑されたため、姉とともに連座して奴婢に落とされて織室に送り込まれた。その美貌は孫権に見初められ、織室から召し出されて後宮に入り、寵愛を受けるようになる。赤烏5年（242年）に王夫人・孫和母子の地位が確立されると多くの妃が後宮から退くも、彼女は後宮を出なかった。
赤烏7年（244年）、内殿にて孫亮（後の廃帝）を出産した。母子共々帝に愛された。孫権は臣下の反対を押し切って、赤烏13年（250年）11月に孫亮を皇太子とする。太元元年（251年）5月、皇后に立てられた。孫権は当初、妃妾を皇后とする意志がなかったといわれ、先任の皇太子の母である王夫人を含む妃が皇后に昇格したことについても拒否の姿勢を見せた。潘淑は生前における唯一皇后に就く妃である。立后という慶事のため太元に改元し、大赦を行った。
孫権が重病となった際の看病疲れで自身も病になり衰弱し、神鳳元年（252年）2月、内宮にて突然死去した。昏睡の中で宮女たちによって縊殺され、急病で死んだことにされた。後に事が露呈し、この件に関わったとして6・7人が死刑に処せられた。その2ヶ月後孫権も崩御し、蔣陵へ合葬された。
生前に政治に対しての介入はなかったが、幼帝の即位後に政治を執行への意向が窺える。一度に前漢の呂后が高祖（劉邦）の死後に称制した経緯を、人を遣って孫弘に質問したという。

## 人物・逸話

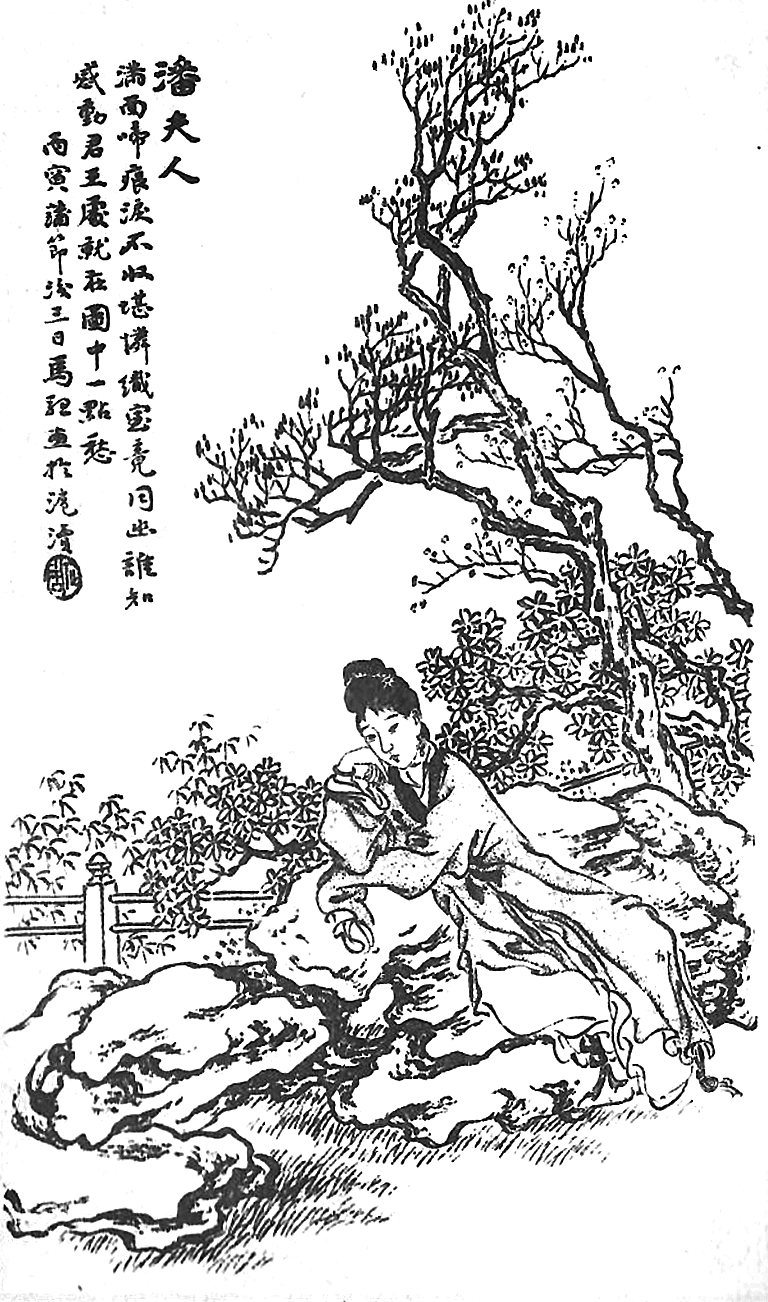
潘夫人（『美人百態畫譜』）

- 中国歴代王朝では、夫帝とは最も年の離れた皇后と言われている。
- 皇帝の正室（追尊皇后を除く皇后）で皇帝の生母となった人は三国時代において、潘皇后だけである。
- 大変な美貌の持ち主だったという[5]。おしとやかで哀愁漂う美人だったと伝えられる（『五雑組』卷八「潘以愁而惑人」『拾遺記』卷八「婉孌通神」）。さらには下記の逸話が伝わっている。
  - 世に並ぶもののない美人であり、「江東の絶色」と賞される。はじめは織室に入り、織室の者から「神女」と呼ばれて敬遠された。この噂を聞いた孫権は潘氏の似顔絵を所望して、そこで絵師が似顔絵を描いて献上する。哀愁に駆られご飯を食べられないため、細くて弱々しい体だったという。孫権は見て「この子は確かに神女だ。たとえ憂色ても人の心を動かす。うれしそうな顔は言うまでもない」と言ってかわいがり、潘氏を夫人に迎え寵愛した。しばしば孫権は潘夫人を伴って昭宣台を行幸した。潘夫人はとても幸せだったので、お酒をたくさん飲んで酔っ払った。その時にルビーの指輪をザクロの枝に吊るという。この故事から、あそこに環榴台という高楼が建てられたが、「環榴」が「還劉」と発音が似ているため不吉とされ、後に榴環台に改称された。ある日、孫権とともに釣りをしていた際、潘夫人は竜陽君が魚で涙を流した故事を思い出して「今日は本当に嬉しいですが、これから悩む日が来るのではないでしょうか」との言葉を残した。孫権の末年になると、潘夫人の予言通り、誹謗中傷によって追い払われる人が増えている。その釣台は東晋の時代まで残っていたという。
- 嫉妬心が強く、加えて帝の歓心を得るのが得意なので、始めからかなり袁夫人などを中傷し続けたという。一方で姉と親しく、立太子の際に姉を解放して嫁に行かせてほしいと願い出て、孫権に許された。また『拾遺記』は「知幾其神（わずかな糸口を知ること、それは神わざというべきだろう）」と記されており、賢い女性であるとされている。
- 夫・孫権は仏教に帰依した。自身も仏教に対する興味を持った。武昌で仏教寺院の恵宝寺を建て、これは南朝梁の時代に有名になった[6]。

## 三国志演義などでは
小説『三国志演義』では、孫権の三男になった孫亮の母という設定になっている。
蔡東藩の小説『後漢演義』では、孫権は罪人の娘である潘氏を手に入れている。小柄で華奢な体型と温順な性格のため、孫権の寵愛を一身に受けたとされている。全公主と親交を結び、自らの子の孫亮を皇太子にするよう運動した。孫亮が皇太子に立てられ、自身も皇后に昇格された。しかし、皇后になってから驕り高ぶり、宮女たちに疎まれ、暗殺された。孫権は潘皇后の死を深く悲しみ、彼女の殺害に加わった宮人たちを処刑して、間もなく崩御したとなっている。

## 関連史跡
- 釣魚台
南京市の秦淮河の南岸、中華門の西側に位置している。名前の来源は、『拾遺記』に記載されている孫權と潘淑が一緒に釣りをする場所とされている。清の時代、かつては政治家曽国藩の南京での住所だった[7]。
- 吉水東呉墓（中国語版）
1991年に江西省吉安市で発見され、墓の年代考証と地元の民間伝承によると、潘淑の義兄譚紹の墓とされている。墓からは120点以上の貴重な文物が出土したことから、海昏侯劉賀の墓が発見されるまで、江西省で最大かつ最古の墓であった。専門家からは「江南（江西）第一の墓」と呼ばれていた。譚紹は孫亮の即位後に騎都尉に任用られ兵権を与えた。太平3年（258年）孫亮が廃位させられ、譚紹は一族もろとも故郷の廬陵郡に左遷された後も、良好な社会的名望を残し、死後も高貴な身分で埋葬された[8]。第七次中華人民共和国全国重点文物保護単位。